# 남적도 해류

검은색 부분이 남적도 해류이다.

남적도 해류(South Equatorial Current)는 태평양, 대서양, 인도양에 흐르는 해류로 남반구에서는 대규모 아열대 순환의 서쪽방향 가지이다.

## 해류 방향

### 적도 이남
남위 약 20도에서는 편서풍으로 인해 서쪽으로만 흐른다.

### 적도
남동풍인 무역풍에 의해 직접 구동된다.

### 적도 이북
태평양과 대서양에서는 북위 5도까지 팽창한다. 몬순으로 인해 바람방향이 바뀌기 때문에 해류의 방향이 동쪽방향일 수도 있고 서쪽방향일 수도 있다.

## 같이 보기
- 해류
- 물리해양학